# Данг Тхі Нгок Тхинь
Данг Тхі Нгок Тхинь (в'єт. Đặng Thị Ngọc Thịnh, нар. 25 грудня 1959, Зуйчінь, провінція Куангнам, ДРВ) — в'єтнамська державна та партійна діячка, віце-президент В'єтнаму (2016—2021). З 21 вересня 2018 до 23 жовтня 2018 року виконувала обов'язки президента В'єтнаму через смерть десятого президента Чан Дай Куанга.